# Ralph Wetton
Ralph Wetton (Winlaton, 6 giugno 1927 – 2 giugno 2017) è stato un calciatore inglese, di ruolo centrocampista.

## Carriera
Dopo aver giocato a livello semiprofessionistico con Dartford e Cheshunt nel maggio del 1949 viene tesserato dal Tottenham. Gioca la sua prima partita nel club il 20 ottobre 1951, nella vittoria per 2-0 sul campo dell'Aston Villa. Nel corso delle successive 4 stagioni gioca poi complessivamente ulteriori 44 partite nella prima divisione inglese con gli Spurs. Nell'estate del 1955 si trasferisce al Plymouth, con cui mette a segno una rete in 36 presenze nella Second Division 1955-1956. Si trasferisce quindi all'Aldershot, club di Third Division South, dove rimane per 18 mesi totalizzando 50 presenze ed un gol in terza divisione. Chiude la carriera nel 1962, dopo aver giocato a livello semiprofessionistico in altri club.

## Palmarès

### Club

#### Competizioni nazionali
- Campionato inglese: 1

Tottenham: 1950-1951
- Charity Shield: 1

Tottenham: 1951
- Campionato inglese di seconda divisione: 1

Tottenham: 1949-1950